# Take a Look Around (musikalbum)
Take a Look Around är hiphop-musikern Masta Ace debutalbum.

## Låtlista
1. "Music Man" (producerad av Marley Marl)
2. "I Got Ta" (producerad av Mister Cee)
3. "Letter to the Better [Remix]" (producerad av Marley Marl)
4. "Me & The Biz" (producerad av Marley Marl)
5. "The other Side of Town" (producerad av Marley Marl)
6. "Ace iz Wild" (producerad av Marley Marl)
7. "Four Minus Three" (producerad av Marley Marl)
8. "Can't Stop the Bumrush" (producerad av Mister Cee)
9. "Movin' On" (producerad av Marley Marl)
10. "Brooklyn Battles" (producerad av Marley Marl)
11. "Maybe Next Time" (producerad av Marley Marl)
12. "Postin' High" (producerad av Mister Cee)
13. "As I Reminisce" Featuring Eyceurokk av Mister Cee)
14. "Take a Look Around" (producerad av Marley Marl)
15. "Together" (producerad av Marley Marl)

## Samplingar
Music Man
- "Nothing is the Same" av Grand Funk Railroad

I Got Ta
- "Talkin Loud and Sayin' Nothing" av James Brown

Me & The Biz
- "The Message" av Cymande

The Other Side Of Town
- "The Other Side of Town" av Curtis Mayfield
- "UFO" av ESG
- "Get out of My Life, Woman" av Lee Dorsey

Ace Iz Wild
- "Escape-ism" av James Brown

Four Minus Three
- "Hard to Handle" av Otis Redding

Can't Stop The Bumrush
- "Get Up Offa That Thing" av James Brown
- "Razor Blade" av Little Royal & the Swingmasters

Brooklyn Battles
- "If You Let Me" av Eddie Kendricks

Postin' High
- "Street Life" av The Crusaders

As I Reminisce
- "N.T." av Kool & the Gang
- "One Man Band" av Monk Higgins & the Specialites

Take a Look Around
- "The Revolution Will Not Be Televised" av Gil Scott-Heron & Brian Jackson

Together
- "Do You Have the Time" av The Younghearts
- "One Man Band" av Monk Higgins & the Specialites